# NEWS BEST
《NEWS BEST》(뉴스 베스트)는 NEWS의 1번째 베스트 음반이다.

## 개요
NEWS로서는 처음이 되는 베스트 앨범. 앨범으로서는, 2010년 9월 발매한 《LIVE》 이래, 약 1년 9개월 만이다. 2003년 발매한 데뷔 싱글 〈NEWS 일본〉부터, 2010년 발매한 13th 싱글 〈Fighting Man〉까지, 지금까지 발표한 전 싱글의 타이틀곡 15곡을 오리지널 음원으로 수록했다.

## 수록곡

### DISC 1
ALL SINGLES BEST (초회반·통상반)
1. NEWSニッポン / NEWS 일본
작사: KNM PROJECT / 작곡: 마카이노 코지
2. 希望～Yell～ / 희망~Yell~
작사·작곡·편곡: 이데 코지
3. 紅く燃ゆる太陽 / 붉게 타오르는 태양
작사: Satomi / 작곡: Shusui, Stefan Engblom, Axel Bellinder / 편곡: 나카니시 료스케, Shusui, Stefan Engblom, Axel Bellinder / Poetry: 야마시타 토모히사
4. チェリッシュ / 체리시
작사·작곡: 후쿠오 켄타로
5. TEPPEN / 정상
작사·작곡: 히비노 히로후미 / 편곡: ha-j, 요시오카 타쿠
6. サヤエンドウ / 사야엔도
작사: zopp / 작곡·편곡: Shusui, Fredrik Hult, Jonas Engstrand, Ola Larsson
7. 裸足のシンデレラボーイ / 맨발의 신데렐라 보이
작사: zopp / 작곡·편곡: Shusui, Stefan Aberg
8. 星をめざして / 별을 향해서
작사: 나카니시 레이 / 작곡: Peter Bjorklund, Johan Sahlen, Claes Andreasson, 편곡: 아오이 요시키
9. weeeek
작사·작곡: GReeeeN / 편곡: 스즈키 마사야, JIN
10. 太陽のナミダ / 태양의 눈물
작사·작곡: 카와노 미치오 / 편곡: m-takeshi
11. SUMMER TIME
작사: zopp / 작곡: Red-T / 편곡: NAOKI-T / Rap 작사: LOWARTH
12. Happy Birthday
작사: SEAMO / 작곡: SEAMO, Shintaro“Growth”Izutsu / 편곡: Shintaro“Growth”Izutsu / Brass&Strings 편곡: Naoki Otsubo
13. 恋のABO / 사랑의 ABO
작사: zopp / 작곡: adult education / 편곡: 스즈키 마사야
14. さくらガール / 벚꽃소녀
작사: 히로이즘, Hacchin' Maya / 작곡·편곡: 히로이즘
15. Fighting Man
작사: zopp·마나베 오자토 / 작곡: R·O·N / 편곡: 스즈키 마사야

### DISC 2
UNRELEASED BEST (초회반)
【코야마 케이치로】
1. Love Addiction
작사·작곡·편곡: 모리모토 고우스케
2. Private Hearts
작사: 쿠보타 요지 / 작곡: 도모토 코이치 / 편곡: 츠노다 준
3. Uri Sarang
작사: H.U.B / 한글 작사: Rhymer, Huh In-chang / 작곡: Rhymer, Noh hyun / 편곡: Noh hyun / Rap 작사: R.Wolf

【마스다 타카히사】
1. 暁-AKATSUKI- / 새벽
작사·작곡·편곡: m-takeshi
2. Pumpkin
작사: H.U.B / 작곡·편곡: AKIRA
3. SUPERMAN
작사: H.U.B / 작곡·편곡: 후쿠오 켄타로

【카토 시게아키】
1. HAPPY MUSIC
작사·작곡: 카토 시게아키 / 편곡: 히비노 히로후미
2. カカオ / 카카오
작사·작곡: 카토 시게아키 / 편곡: 호시노 타카후미
3. シャララタンバリン / 샤라라 탬버린
작사·작곡: 카토 시게아키 / 편곡: 히비노 히로후미

【테고시 유야】
1. ごみ箱 / 쓰레기통
작사: 테고시 유야 / 작곡: 카토 시게아키 / 편곡: 아키야마 세이지
2. Stars
작사: 모리타 후미토 / 작곡: 우에노 코지 / 편곡: 이에하라 마사키
3. 愛なんて / 사랑따위
작사: zopp / 작곡·편곡: Sharon Vaughn, Didrik Thott, Sebastian Thott

FAN SELECTION BEST (통상반)
1. エンドレス・サマー / 엔드리스 서머
작사·작곡·편곡: 히로이즘
2. Share
작사·작곡: NEWS / 편곡: mugen
3. I・ZA・NA・I・ZU・KI
작사: 콘도 나츠코 / 작곡: Joey Calbone, David Kater, Jay Condiotti / 편곡: 스즈키 Daichi 히데유키
4. SNOW EXPRESS
작사: 다테 아유미 / 작곡: 야마시타 타츠로 / 편곡: Stefan Engblom／Axel Bellinder / Rap 작사: 야마시타 토모히사
5. DREAMS
작사: 쿠보타 요지 / 작곡: Daniel Gibson, Julius, Bengtsson / 편곡: 신카와 히로시
6. FLY AGAIN
작사: Azuki / 작곡: 히로이즘 / 편곡: NAOKI-T
7. Smile Maker
작사·작곡: 0 SOUL 7 / 편곡: 스즈키 마사야 / 코러스 어레인지: Ko-saku
8. Forever
작사：키즈키 미히로 / 작곡: 노이 요지 / 편곡: 나카니시 료스케 / Rap 작사: 히로이즘, 코러스 어레인지: 카와무라 유미
9. バンビーナ / 밤비나
작사: 마츠무라 / 작곡·편곡: Shusui, Martin Ankelius, Henrik Andersson-Tervald
10. きらめきの彼方へ / 반짝임의 저편으로
작사·작곡·편곡: 사카이 미키오
11. 夢の数だけ愛が生まれる / 꿈의 수만큼 사랑이 태어난다
작사: zopp / 작곡:Larry Forsberg, Sven-lnge Sjoberg, Lennart Wastesson
12. 2人/130000000の奇跡 / 1억 3천만 분의 2명의 기적
작사: zopp / 작곡:타이치 / 편곡: 이시즈카 토모키
13. 真冬のナガレボシ / 한겨울의 별똥별
작사: A to Z / 작곡: 사쿠라이 신이치 / 편곡: h-wonder
14. チェリッシュ <Ryoji(from ケツメイシ)Remix>
작사·작곡: 후쿠오 켄타로 / 리믹스: Ryoji (from 케츠메이시) / 프로그래밍: Ryoji (from 케츠메이시), NAOKI-T / Rap 작사: 야마시타 토모히사
15. 永遠色の恋 / 영원한 색의 사랑
작사: m-takeshi / 작곡: Stefan Aberg/Shusui / 편곡: 나카니시 료스케